# Самозахват земельных участков в Крыму
Самозахват — распространённая в постперестроечном Крыму практика самовольного занятия земельных участков, преимущественно представителями крымско-татарского народа. Сами крымские татары называют эту процедуру «само-возврат» земли.

## Предыстория
Накануне Великой Отечественной войны крымские татары составляли примерно 20 % населения Крымской АССР.Они были расселены по Крыму весьма неравномерно: если в степном Крыму (кроме Тарханкутского полуострова и западной части Керченского полуострова где их было около 30 %) доля крымских татар составляла примерно 10 %, то на южном берегу Крыма и в прилегающих горных районах крымские татары составляли подавляющее большинство населения (особенно в сельской местности).

После освобождения Крыма от немецкой оккупации 18 мая 1944 года была проведена депортация крымских татар. Всё крымскотатарское население было выселено из Крыма (в основном в Узбекистан и прилегающие районы Таджикистана и Казахстана), где депортированные вынуждены были жить в очень тяжёлых условиях.
Официально крымские татары были полностью восстановлены в правах в 1968 году, но фактически возвращение в Крым было запрещено вплоть до 1989 года.
Возвращение крымских татар происходило стихийно. Предпринятая перед самым крахом Советского Союза попытка разработать и реализовать государственную программу организованного возвращения так и не была воплощена в жизнь.
Вернувшись на родину, крымские татары столкнулись с ситуацией, когда их прежние дома и земли были заняты новыми хозяевами, в первую очередь русскими и украинцами, в большинстве своём переселёнными в обезлюдевший Крым после Великой Отечественной войны. Поскольку с тех пор прошло несколько десятилетий, поселенцы и их потомки уже считали Крым своим домом и уезжать никуда не собирались и не имели возможности, потому что, как правило, не имели никакого другого жилья.

## Масштаб явления
Информация о масштабах самозахватов сильно разнится. В любом случае нужно иметь в виду, что речь в приводимых обобщённых данных идёт не только о специфическом для Крыма планомерном занятии земель крымскими татарами, но также и о самозахватах, совершённых другими гражданами с коммерческими или иными целями.
По словам городского головы столицы Крыма Симферополя Геннадия Бабенко, только в этом городе на март 2007 года было выявлено 11 самозахватов, под которыми находятся 340 гектаров земли.
По данным некоторых СМИ, согласно данным Рескомзема (Республиканского комитета по земельным ресурсам) Крыма, всего с 1991 по 2007 годы на полуострове было захвачено более 40 000 гектаров земли. Сейчас на этих территориях расположено около 300 крымскотатарских поселков с населением порядка 200 000 человек.
По данным других СМИ, председатель Рескомзема Николай Голубев сообщил в интервью: «сейчас (на осень 2006 года) всего по Крыму захвачено около 1300 гектаров земли, в противоправных акциях участвуют примерно 15 тысяч человек; к сожалению, 82 % из них — крымские татары». Сходные цифры (1306 гектаров) весной 2008 года озвучил и прокурор Крыма Владимир Бойко.

## История
По последним данным в Крыму самозахватами занято 1300 гектаров земли. Термин возник в середине 2000-годов как самовольный захват земель, которые, по мнению меджлиса, должны принадлежать потомкам депортированных в 1944 году Сталиным крымских татар. В настоящее время национальный состав самозахватчиков существенно изменился и иногда проводится даже славянами

### После аннексии Крыма Российской Федерацией
30 июля 2014 на сессии Государственного Совета Республики Крым в первом чтении был принят законопроект «О регулировании вопросов, связанных с самовольным занятием земель на территории Республики Крым».
Заместитель Председателя Совета министров Республики Крым Николай Янаки:

Мы провели инвентаризацию земель, где располагаются так называемые самозахваты. В результате выявлено 59 самовольно занятых массивов на площади 1452 гектара. На данной площади расположено 2545 различных строений и сооружений. Данные самозахваты расположены на территории Судакского района, Алушты, Ялты, Симферополя и Симферопольского района.
По словам председателя Комитета Госсовета РК по имущественным и земельным отношениям Евгении Добрыни: 

 Все участники «полян протеста» зарегистрированы в «Базе данных учёта граждан для предоставления земельных участков под индивидуальное строительство для ведения учёта граждан на самовольно занятых земельных участках». По данным главы Госкомитета, ими подано 10635 заявлений

## Критика

### Точка зрения властей
Власти трактуют самозахваты однозначно как «незаконное завладение земельным участком» и рассматривают захваты как политическую акцию. Так, городской голова Симферополя Г. Бабенко высказал мнение, что самозахваты являются спланированной акцией:
На каждом самозахвате есть старший, который координирует действие всех, так сказать, подразделений, находящихся на самозахватах. Мы знаем, сколько платится денег, чтобы вступить в этот бизнесовый проект. Скажем, для друзей — это одна сумма, для незнакомых — другая, и у нас есть примеры, когда по Симферополю часть захваченных участков предлагались определенной категории граждан за определенную сумму, власти должны четко понимать, что все это (самозахваты — УНИАН) хорошо организовано, спланировано с целью дальнейшей продажи земли. Земля является товаром, она по закону выделяется бесплатно, и определенная группа населения, в том числе и крымчан, пытается на этом деле заработать деньги.
Олег Родивилов, член президиума Верховного Совета Крыма, лидер крымской организации партии «Русский блок», заявил:
Поскольку это уже большая теневая экономика и там имеется межэтническая составляющая, то это может быть детонатором угрозы миру и спокойствию в Крыму

### Точка зрения меджлиса
Меджлис неоднократно заявлял, что самозахваты являются возвращением татарам земель, которые полагаются им по закону после возвращения из депортации из Крыма в 1944 году, но данный термин ими не используется, а сам вопрос рассматривается как исключительно протест против бездействия властей. Лидер Меджлиса Мустафа Джемилев заявил, что он против самозахватов, но только в крайнем их проявлении. На обращения властей с просьбой прекратить самозахваты Джемилев отвечал, что это находится вне его компетенции и что он лично самозахваты не проводит.

## Использование в политике
Вопрос неоднократно рассматривался в совете АРК, также становился частью предвыборных программ некоторых партий. Так, на президентских выборах в 2004 году значительное количество крымских татар проголосовало за будущего президента Украины Виктора Ющенко после официальной поддержки меджлиса и обещаний кандидата решить земельный вопрос и выделить землю крымским татарам.

## Этнический вопрос
Проблема незаконных захватов часто использовалась разнообразными организациями Крыма для роста негативного отношения к крымским татарам, так как сейчас термин «самозахваты» часто ассоциируется с крымскими татарами. Также властями отмечалось, что силовое решение проблемы может вызвать неконтролируемый рост напряжённости и агрессии в регионе. Спикер крымского парламента Анатолий Гриценко высказал мнение, что крымскотатарский народ в этом не замешан, а виновниками являются только её радикально настроенные представители:
Вы знаете позицию Мустафы Джемилева (лидера Меджлиса), который недавно сказал, что он против самозахватов, но только в крайнем случае, когда органы власти не принимают решения о выделении земельных участков, тогда нужно переходить к каким-то активным действиям, - отметил крымский спикер. - За этот год Меджлис не провел ни одной акции, связанной с самовольным занятием земельных участков. Меджлис к этому никакого отношения не имеет.
Однако нельзя утверждать, что среди самозахватчиков исключительно крымские татары. Так, в разметке участков на улице Балаклавской в Симферополе принимают участие и славяне — жители близлежащих многоэтажных домов, которые также претендуют на получение земельных участков под застройку.
Депутат Верховной Рады Крыма Олег Родивилов:
Это уже третий «славянский» пикет в Симферополе, два предыдущих появились раньше в пригородном поселке Мирный и в микрорайоне Петровская балка. Люди же видят, что власть понимает только разговор с позиции силы. Также по мнению симферопольцев в городе царит беззаконие, что и подвигло их также участвовать в самозахватах.

## Конфликты
Как пишет издание «Крымское время» (№ 53, 17 мая), в мае 2006 года жители посёлка Партенит заблокировали трассу, не пустив в посёлок около 600 машин крымских татар, которые проводили автопробег-реквием памяти жертв депортации. Как говорил поселковый голова, жители посчитали, что прибывшие могут произвести самозахват.